# Obserwatorium Xinglong

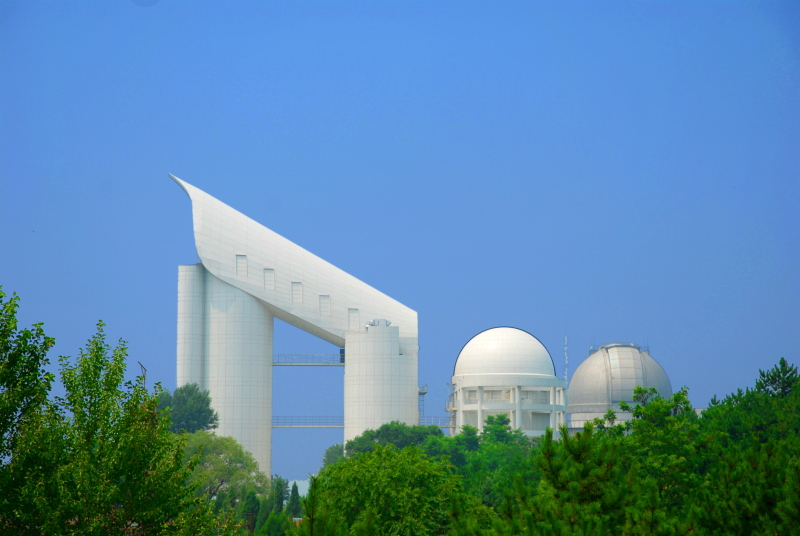
LAMOST – największy teleskop w obserwatorium

Obserwatorium Xinglong (chiń. upr. 兴隆观测基地; chiń. trad. 興隆觀測基地; pinyin Xīnglóng guāncè jīdì) – chińskie obserwatorium astronomiczne (kod IAU 327), jedna z głównych placówek Narodowych Obserwatoriów Astronomicznych Chińskiej Akademii Nauk (NAOC). Znajduje się na południe od głównego szczytu gór Yan Shan w prowincji Hebei, około 150 km na północny wschód od Pekinu. Jest położone na wysokości około 900 m n.p.m. Zostało założone w 1968 roku. Obecnie jest największym obserwatorium astronomicznym na kontynencie azjatyckim. Posiada 9 teleskopów o efektywnej aperturze przekraczającej 50 cm. W ciągu roku jest tu ponad 240 nocy z czystym niebem nadającym się do obserwacji. Teleskopy obserwatorium wykorzystywane są przez ponad stu astronomów. Ponadto w celu popularyzacji astronomii uruchomiono tu publiczne obserwatorium dostępne dla gości.

## Lista teleskopów
- LAMOST o aperturze 4 m, którego budowę ukończono w 2008 roku[1]
- 2,16 m teleskop Cassegraina, zainstalowany w 1989 roku
- 1,26 m teleskop podczerwony
- 100 cm teleskop
- 60/90 cm teleskop Schmidta
- 85 cm teleskop zwierciadlany
- 80 cm teleskop zwierciadlany
- 60 cm teleskop zwierciadlany
- 50 cm teleskop